# Klon kolchidzki
Klon kolchidzki, klon kapadocki (Acer cappadocicum Gled.) – gatunek drzewa z rodziny mydleńcowatych (Sapindaceae). W obrębie rodzaju sklasyfikowany do sekcji Acer i serii Platanoidea. Pochodzi z Kaukazu i Azji Mniejszej, gdzie występuje na stokach gór do wysokości 1700 m n.p.m. 

## Morfologia
PokrójDrzewo dorasta 20 m, posiada zwartą koronę.
Liście5–7 klapowe, o szerokości 8–14 cm.